# Dicamptus bantu
Dicamptus bantu är en stekelart som beskrevs av Delobel 1976. Dicamptus bantu ingår i släktet Dicamptus och familjen brokparasitsteklar. Inga underarter finns listade i Catalogue of Life.